# Karl Sundén (författare)
Karl Sundén, född 1942, är en författare och lyriker från Täby. Han är son till Hjalmar Sundén.  
Sundén har varit sekreterare i Sveriges författarförbunds skönlitterära sektion, samt ordförande i författarnas bokhandel. Han medverkade under några år på 1970-talet i tidskriften Vår Lösen och  Expressen och BLM.
Sundén har bland annat skrivit psalm nr 426 i Den svenska psalmboken 1986: Hör du rösten.

### Lyrik
- 1966 - Tilltal
- 1968 - Älska
- 1970 - Den andra natten
- 1973 - Mamele
- 1975 - Dikttoppen
- 1979 - Dikter från Täby centrum
- 1980 - Skärgårdssommar

### Prosa
- 1971 - April God Morgon
- 1977 - Agnesnäs

Samtliga böcker på Bonniers förlag.

## Utmärkelser
- 1971 - Albert Bonniers Stipendiefond för yngre och nyare författare
- 1977 - Svenska Akademiens Kallebergerstipendium
- 1979 - Dewertska kulturstiftelsen